# David Rosen
David Shlomo Rosen (Newbury, 1951) è un rabbino britannico naturalizzato israeliano.

## Biografia
È figlio del rabbino ed educatore inglese Kopul Rosen.
Nato ed educato in Gran Bretagna, studiò in una yeshivah di Gerusalemme e si arruolò nell'esercito israeliano. È stato rabbino a Città del Capo dal 1975 al 1979.
Prima di tornare in Israele, è stato rabbino capo in Irlanda. È direttore della sezione israeliana dell'Anti-Defamation League, un'associazione che si oppone ai razzismi. Noto per il suo impegno nel dialogo interreligioso, è presidente dell'International Council of Christians and Jews (Iccj) e membro della commissione bilaterale fra Israele e Vaticano. Il suo ufficio è nella King David Street di Gerusalemme. È sposato e ha tre figlie.
È inoltre presidente della Società ebraica vegetariana. È un forte critico dell'allevamento intensivo, sostenendo che la carne da esso derivata, per il trattamento crudele degli animali, non andrebbe considerata kosher, e che, oltre a ciò, l'impatto sull'ambiente della produzione di carne dovrebbe spingere gli ebrei osservanti verso uno stile di vita vegetariano. In merito al rapporto tra religione ebraica e vegetarianismo, ha scritto in particolare: